# Obiectivism (Ayn Rand)
Obiectivismul (cf. germ. objektivismus; rus. obiektivizm) este un sistem filosofic elaborat de scriitoarea ruso-americană⁠(d) Ayn Rand (1905-1982). Rand a exprimat obiectivismul la început în operele ei de ficțiune, mai ales Izvorul (1943) și Revolta lui Atlas (1957), și mai târziu, în non-ficțiune, eseuri și cărți. Leonard Peikoff⁠(d), un filosof profesionist și moștenitor intelectual desemnat al lui Rand, i-a dat mai târziu o structură mai formală. Peikoff caracterizează obiectivismul ca un „sistem închis”, care nu este supus schimbării.
Dogmele centrale ale obiectivismului sunt că realitatea există independent de conștiință, că ființele umane au contact direct cu realitatea prin percepția senzorială, că cunoștințele obiective pot fi obținute din percepție prin procesul de formare a conceptelor și prin logica inductivă, că scopul moral al vieții este urmărirea propriei fericiri (auto-interesul rațional), că singurul sistem social în concordanță cu această moralitate este unul care prezintă deplin respect pentru drepturile individuale cuprinse în capitalismul „laissez-faire”, și că rolul artei în viața omului este de a transforma ideile metafizice ale oamenilor prin reproducerea selectivă a realității într-o formă fizică—opera de artă—care  poate fi înțeleasă și la care se poate răspunde emoțional.
Filosofii academici au ignorat sau au respins în cea mai mare parte filosofia lui Rand. Cu toate acestea, obiectivismul a fost o influență semnificativă în rândul libertarienilor și conservatorilor americani. Mișcarea obiectivistă, fondată de Rand, încearcă să răspândească ideile ei în rândul publicului și al mediului academic.